# Giorgio Ghezzi (politico)
Giorgio Ghezzi (Bologna, 17 luglio 1932 – Bologna, 17 gennaio 2005) è stato un politico italiano.

## Biografia
Avvocato e docente universitario di diritto del lavoro all'Università di Bologna. Viene eletto alla Camera dei deputati nelle file del Partito Comunista Italiano alle elezioni politiche del 1987.
Dopo la svolta della Bolognina aderisce al Partito Democratico della Sinistra, con il quale viene rieletto alle elezioni politiche del 1992. Conclude il mandato parlamentare nel 1994, tornando all'insegnamento universitario.
Muore a 73 anni, nel gennaio 2005.